# Molnár Titus János
Molnár Titus János (Nagyszombat, 1798. augusztus 29. – Komárom, 1857. május 17.) teológiai doktor, bencés tanár.

## Élete
1813. október 28-án lépett a rendbe és Pannonhalmán elvégezvén teológiai tanulmányait, 1821. szeptember 13-án miséspappá szentelték fel. Gimnáziumi tanár volt 1821-22-ben Győrött, 1822-26-ban Nagyszombatban; 1826-tól 1832-ig teológiai tanár Pannonhalmán; 1832-33-ban hittanár Komáromban. 1833-42-ben a győri akadémián; 1841-ben a főapáti méltóságra harmadik helyen volt kijelölve; 1842-46-ban a főapát titkára; 1846-51-ben a komáromi rendház főnöke és gimnáziumi igazgató; 1851-56-ban ugyanott a rendház főnöke és lelkiatya.
Cikke a Fasciculi Ecclesiastico-litterariiban (Pest. 1841. I. Quid sensit semper ac sentit nunc quoque ecclesia de mixtis matrimoniis? item: an matrimonia mixta sine discrimine benedicti possint?).

## Munkája
- Institutiones religionis christiano-catholicae usibus praelectionum academicarum accommodatae. Budae, 1836-37, két kötet

Szent hymnusokat is szerzett szent Imre tiszteletére, melyek a szent Maurus congregatiójának breviariumában vannak.
Kézirata: Bibliai magyarázatok, 4rét 791 lap (a pannonhalmi könyvtárban).